# Stina Aronsons pris
Stina Aronsons pris är ett litterärt pris på 150 000 svenska kronor (2017). Priset instiftades 2002 och utdelas av Samfundet De Nio.
Priset delas ut i den svenska författaren Stina Aronsons namn. Aronson var själv ledamot i Samfundet de Nio.

## Pristagare
- 2002 – Theodor Kallifatides
- 2003 – Stewe Claeson
- 2004 – Ulla-Lena Lundberg
- 2005 – Inget pris utdelades
- 2006 – Carola Hansson-Boëthius
- 2007 – Kjell Johansson
- 2008 – Peter Kihlgård
- 2009 – Lotta Lotass
- 2010 – Elsie Johansson
- 2011 – Beate Grimsrud
- 2014 – Björn Ranelid
- 2015 – Kerstin Strandberg
- 2016 – Per Odensten
- 2017 – Åke Smedberg
- 2018 – Lars Jakobson
- 2019 – Monica Fagerholm
- 2020 – Anneli Jordahl och Karolina Ramqvist
- 2021 – Inger Edelfeldt och Magnus Florin
- 2022 – Anna Sanvaresa Jörgensdotter
- 2023 – Susanna Alakoski och Torbjörn Flygt
- 2024 – Mirja Unge och Jonas Hassen Khemiri
- 2025 – Stefan Lindberg och Hanna Nordenhök